# 塔帕卡火山
18°06′S 69°30′W / 18.100°S 69.500°W

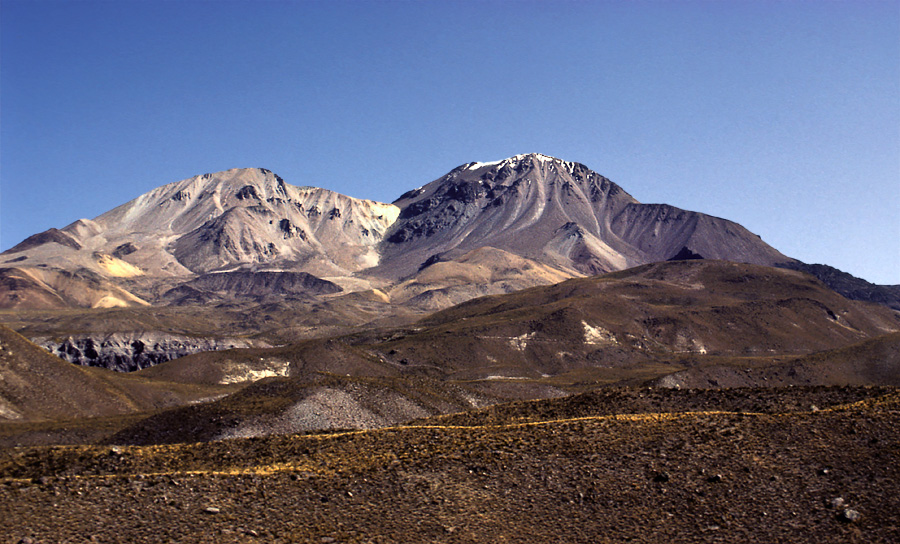

塔帕卡火山是智利的火山，屬於安第斯山脈的一部分，海拔高度5,860米，最近一次火山噴發在公元前320年發生，由安山岩和英安岩組成的山體在150萬年前形成。